# Darte un beso
«Darte un beso» es la canción del cantante estadounidense Prince Royce, de género bachata. Está incluida en su tercer álbum Soy el mismo y fue lanzado como su primer sencillo, el 15 de julio de 2013, alcanzando el puesto número 1 en el Hot Latin Songs de Billboard.

## Video musical
En el video musical, que fue publicado el 20 de agosto de 2013 en Youtube y contó con la dirección de Danny Hastings. En él, muestra a Prince en una playa donde se enamora de una mujer joven y canta de ella sobre como se siente. El video finaliza con la mujer que termina resultando ser una sirena.
Para el 29 de agosto del 2014 el video musical superaba los 340 millones de visitas en 
YouTube. En diciembre del 2016 el video contaba con más de 820 millones de visitas y el 21 de junio del 2018 el video llegó al millardo de visitas.

## Lista de canciones
Descarga digital (Remix)
1. «Darte un beso» (Benjamin Blank Remix) – 4:12

## Posicionamiento en listas
| Listas (2013)                            | Mejor posición |
| ---------------------------------------- | -------------- |
| Colombia (National Report Top Crossover) | 1              |
| España (PROMUSICAE)                      | 42             |
| Estados Unidos (Billboard Hot 100)       | 78             |
| Estados Unidos (Latin Airplay)           | 1              |
| Estados Unidos (Latin Pop Songs)         | 1              |
| Estados Unidos (Hot Latin Songs)         | 1              |
| Estados Unidos (Tropical Airplay)        | 1              |
| México (Monitor Latino)                  | 11             |
| México Airplay (Billboard)               | 1              |
| México Español Airplay (Billboard)       | 5              |
| República Dominicana (Monitor Latino)    | 1              |

## Certificaciones
| País           | Organismo certificador | Certificación    | Ventas certificadas | Ref    |
| -------------- | ---------------------- | ---------------- | ------------------- | ------ |
| Estados Unidos | RIAA                   | 3x Platino       | 180 000             | [ 14 ] |
| México         | AMPROFON               | 4× Platino + Oro | 270 000             | [ 15 ] |

## Versión de Michel Teló y Prince Royce
En 2014, Royce y el músico brasileño Michel Teló grabaron una versión en portugués con el título «Te Dar Um Beijo».
Para fines de marketing fuera de Brasil, esta versión en portugués se lanzó inicialmente como Prince Royce con Michel Teló el 24 de abril de 2014 y para la promoción dentro de Brasil como Teló con Royce el 19 de mayo de 2014.
En un informe en Billboard, la colaboración se dio cuando Telo contactó al campamento de Royce porque quería grabar «Darte un beso» en portugués. Royce dijo: «Me enviaron una demostración aproximada y dije, '¿por qué no lo hacemos juntos?».